# Horst Tempelmeier
Horst Tempelmeier (* 1952 in Lübbecke) ist ein deutscher Logistikwissenschaftler. Er war von 1993 bis 2020 Direktor des Seminars für Allgemeine Betriebswirtschaftslehre, Supply Chain Management und Produktion der Universität zu Köln.

## Leben
Tempelmeier erwarb seinen Diplomabschluss in Wirtschaftswissenschaften 1977 an der Justus-Liebig Universität Gießen und promovierte 1979 in Trier zum Dr. rer. pol. Nachdem er dort 1982 auch habilitiert wurde, hatte er Professuren an der TH Darmstadt und der Technischen Universität Braunschweig inne. Seit 1993 ist er als Nachfolger von Werner Kern Professor für Produktionswirtschaft an der Universität zu Köln sowie bis 2020 Direktor des Seminars für Supply Chain Management, seit 2020 als Seniorprofessor.
Seine Forschungsschwerpunkte sind Produktionsplanung und -steuerung sowie das Design von Produktionssystemen, speziell zur flexiblen Fertigung und zur Fließproduktion.
Tempelmeier ist unter anderem Mitglied der Gesellschaft für Operations Research und der Production and Operations Management Society.

## Werk (Auswahl)
- Supply Chain Management und Produktion : Übungen und Mini-Fallstudien. 3. Auflage. Books on Demand, Norderstedt 2010, ISBN 978-3-8391-9480-5.
- Inventory Management in Supply Networks : Problems, models, solutions. 2. Auflage. Books on Demand, Norderstedt 2011, ISBN 978-3-8423-4677-2.
- Material-Logistik : Modelle und Algorithmen für die Produktionsplanung und -steuerung in Advanced-Planning-Systemen. 7. Auflage. Springer, Berlin/Heidelberg 2008, ISBN 978-3-540-70906-0.
- Flexible Fertigungssysteme : Entscheidungsunterstützung für Konfiguration und Betrieb. mit Heinrich Kuhn, Springer, Berlin u. a. 1993, ISBN 3-540-56905-7.
- Simulation mit SIMAN : ein praktischer Leitfaden zur Modellentwicklung und Programmierung. Physica-Verlag, Heidelberg 1991, ISBN 3-7908-0574-2.
- Quantitative Marketing-Logistik : Entscheidungsprobleme, Lösungsverfahren, EDV-Programme. Springer, Berlin u. a. 1983, ISBN 3-540-12840-9.

Tempelmeier hat in zahlreichen Fachzeitschriften publiziert.